# Under Cover
| 전문가 평가          | 전문가 평가 |
| 평가 점수            | 평가 점수   |
| 출처                 | 점수        |
| -------------------- | ----------- |
| AllMusic             | [ 1 ]       |
| Entertainment Weekly | B−          |

《Under Cover》는 영국의 헤비 메탈 보컬리스트 오지 오스본의 아홉 번째 스튜디오 음반이다. 이 음반은 1960년대와 1970년대의 하드 록에 중점을 둔 커버곡들로 구성되어 있다. 비록 1982년에 오스본은 블랙 사바스와 함께 했던 시절의 곡들을 담은 라이브 음반 《Speak of the Devil》을 발매했지만, 이것은 오스본의 첫 번째이자 유일한 음반이다. 4곡을 제외한 모든 곡들은 같은 해 초에 발매된 박스 세트인 《Prince of Darkness》에 수록되었다. 추가곡은 〈Rocky Mountain Way〉, 〈Sunshine of Your Love〉, 〈Woman〉 그리고 〈Go Now〉이다. 그는 비틀즈를 가장 좋아하는 밴드로 꼽지만, 그가 가장 좋아하는 노래는 프로콜 하럼의 〈A Whiter Shade of Pale〉이다. 그는 이 곡을 커버하고 싶었지만 최근 "친한 음악 동료"가 커버했기 때문에 반대하라는 조언을 받았다.
《Under Cover》는 앨리스 인 체인스의 기타리스트 제리 캔트렐이나 베이시스트 크리스 와이즈의 작품을 담은 유일한 오스본 음반이다.

## 곡 목록
| #   | 제목                          | 작사·작곡                                                           | 재생 시간 |
| --- | ----------------------------- | ------------------------------------------------------------------- | --------- |
| 1.  | 〈Rocky Mountain Way〉        | 록 그레이스, 케니 파사렐리, 조 비탈레, 조 월시                      | 4:32      |
| 2.  | 〈In My Life〉                | 레논-매카트니                                                       | 3:30      |
| 3.  | 〈Mississippi Queen〉         | 레슬리 웨스트, 코키 랭, 펠릭스 파팔라디, 데이비드 리어              | 4:11      |
| 4.  | 〈Go Now〉                    | 래리 뱅크스, 밀턴 베넷                                              | 3:42      |
| 5.  | 〈Woman〉                     | 존 레논                                                             | 3:45      |
| 6.  | 〈21st Century Schizoid Man〉 | 로버트 프립, 마이클 자일스, 그렉 레이크, 이언 맥도널드, 피터 신필드 | 3:53      |
| 7.  | 〈All the Young Dudes〉       | 데이비드 보위                                                       | 4:345     |
| 8.  | 〈For What It's Worth〉       | 스티븐 스틸스                                                       | 3:20      |
| 9.  | 〈Good Times〉                | 빅 브릭스, 에릭 버든, 베리 젠킨스, 대니 맥컬록, 존 위더             | 3:45      |
| 10. | 〈Sunshine of Your Love〉     | 피트 브라운, 잭 브루스, 에릭 클랩튼                                 | 5:10      |
| 11. | 〈Fire〉                      | 아서 브라운, 빈센트 크레인, 마이크 파이릴버, 피터 커                | 4:08      |
| 12. | 〈Working Class Hero〉        | 레논                                                                | 3:22      |
| 13. | 〈Sympathy for the Devil〉    | 믹 재거, 키스 리처즈                                                | 7:11      |

| #   | 제목                            | 작사·작곡                                        | 재생 시간 |
| --- | ------------------------------- | ------------------------------------------------ | --------- |
| 14. | 〈Changes (Feat. 켈리 오스본)〉 | 오지 오스본, 토니 아이오미, 기저 버틀러, 빌 워드 | 4:07      |

## 참여 인원
- 오지 오스본 - 보컬
- 제리 캔트렐 - 기타
- 크리스 와이즈 - 베이스
- 마이크 보딘 - 드럼